# Ravnik (Šentrupert)
Ravnik is een plaats in Slovenië en maakt deel uit van de gemeente Šentrupert in de NUTS-3-regio Jugovzhodna Slovenija. De plaats telde 118 inwoners op 1 januari 2020.